# Egalitarisme
Egalitarisme is het idee dat mensen gelijk zijn of zouden moeten zijn in een bepaald opzicht met betrekking tot economische en politieke besluitvorming. Verschillen tussen mensen zouden juist impliceren dat een persoon een groter inherent recht op iets zou hebben dan de ander. Gelijkheid kan verschillende vormen aannemen, van politieke gelijkheid, tot sociale gelijkheid en gelijkheid van mogelijkheden en is dan ook door verschillende ideologieën verschillend ingevuld.
Het liberale egalitarisme vindt zijn oorsprong bij John Locke die betoogde dat elk mens de ratio bezit en eenieder daarom met gelijke en onvervreemdbare rechten is geboren. Uit een dergelijke egalitarisme zijn onder andere de mensenrechten en grondwetten voortgekomen. 
Een andere definitie van het egalitarisme richt zich op economische gelijkheid, waarin vervolgens gelijkheid van kansen wordt nagestreefd (eenieder moet evenveel kansen hebben tot economische voorspoed te komen) evenals gelijkheid van uitkomst (eenieder moet een gelijke welvaart bezitten), wat terug te vinden is in onder meer het communisme.